# Acherontiini
Acherontiini là một tông bướm đêm thuộc họ Sphingidae.

## Phân loại
- Chi Acherontia
- Chi Agrius
- Chi Callosphingia
- Chi Coelonia
- Chi Megacorma

## Hình ảnh

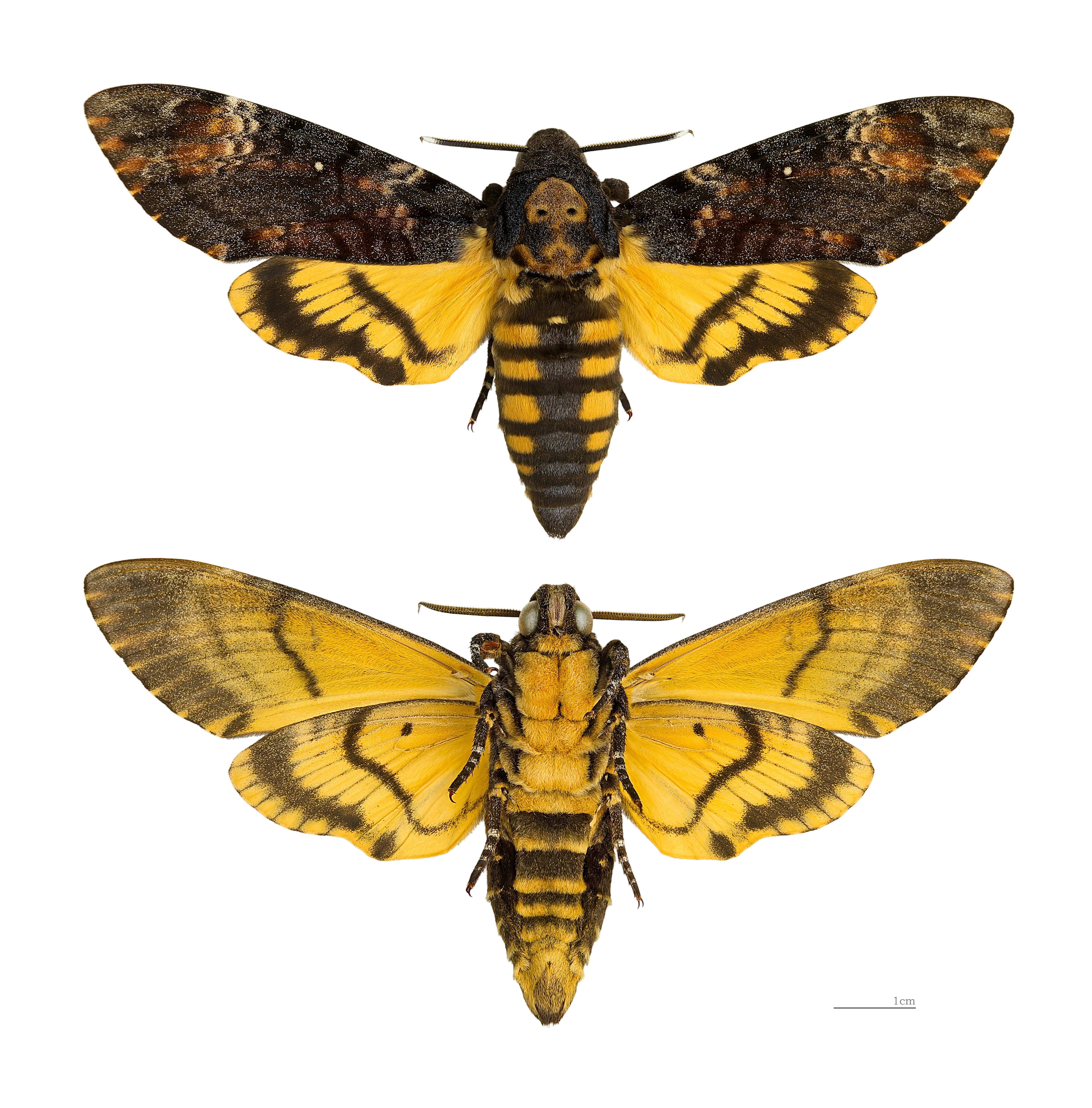
Acherontia atropos
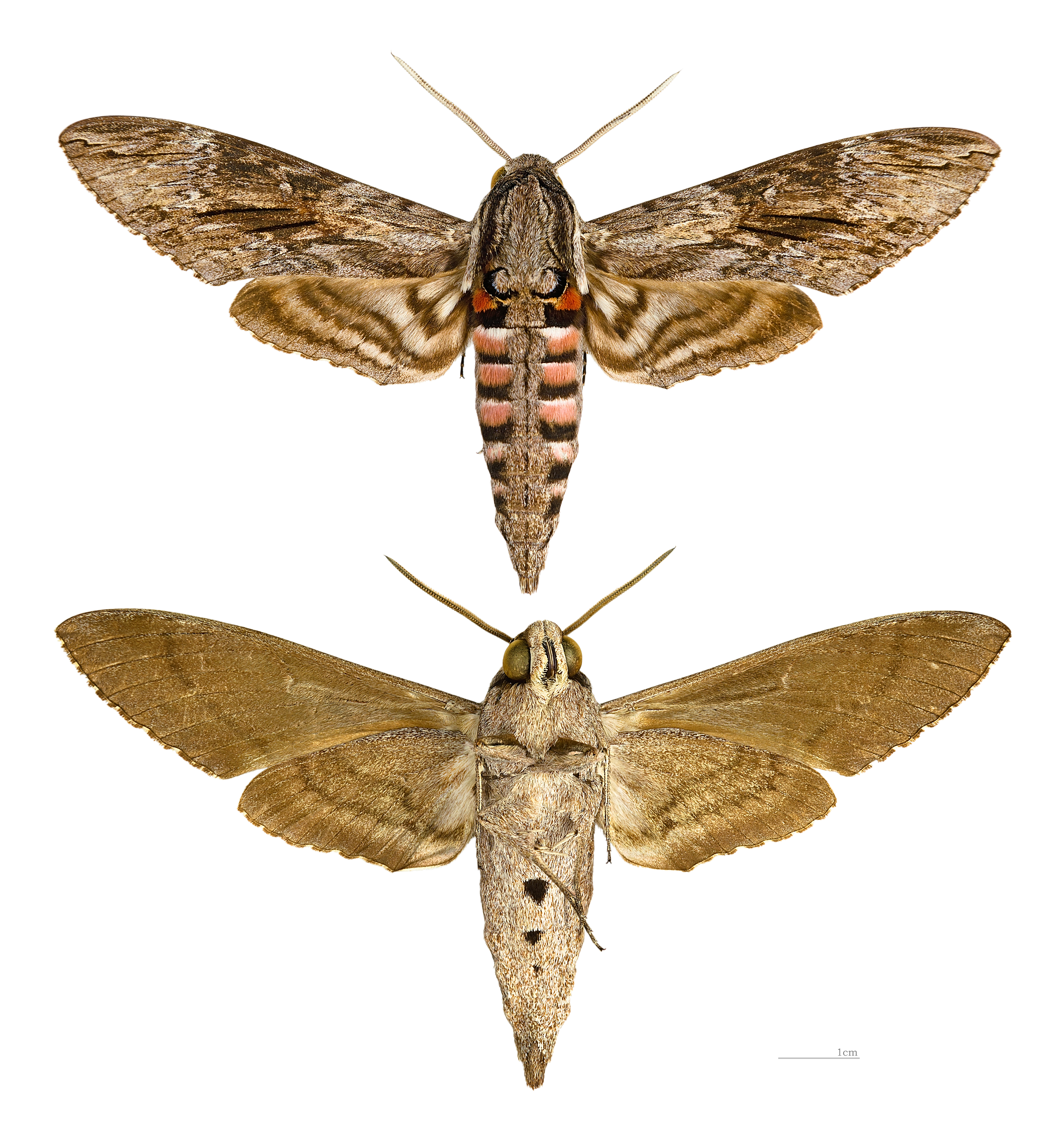
Agrius convolvuli
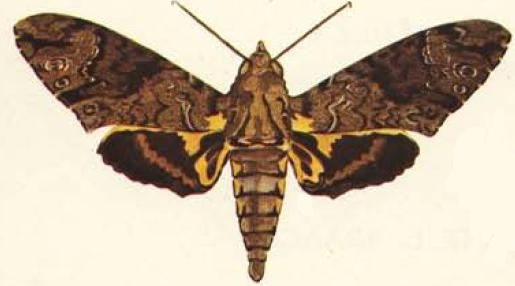
Coelonia fulvinotata
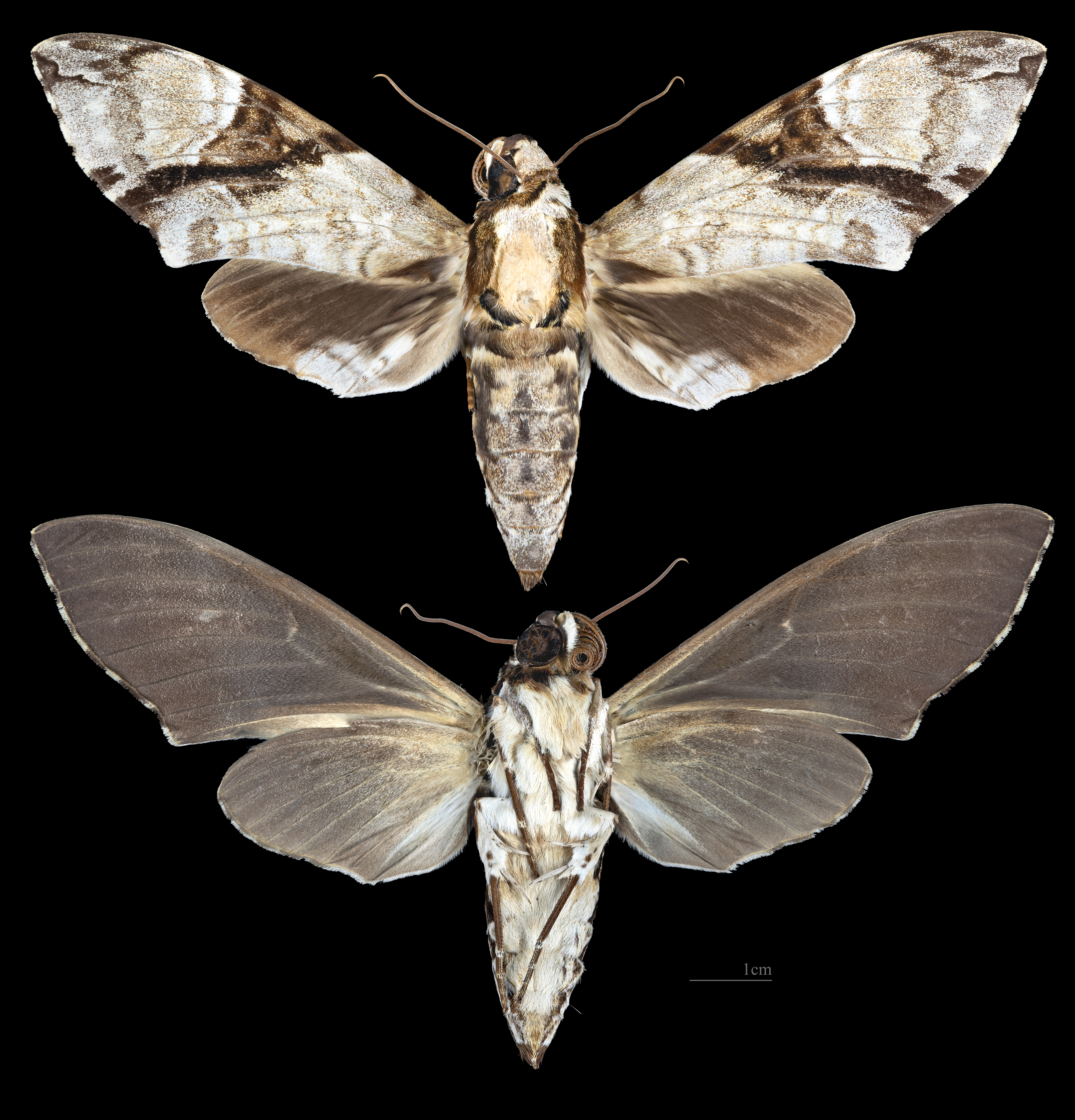
Megacorma obliqua